# 正隆公司
正隆股份有限公司，或稱正隆製紙、正隆紙業、正隆公司，是一家總部位在臺灣板橋的大型紙品生產企業。該企業以其消費性品牌春風系列產品聞名於臺灣。

## 概略
1959年，正隆瓦楞紙器工廠以資本額新臺幣80萬元成立於臺北縣板橋。在總公司的統籌規劃下，目前已是台灣最大工業用紙生產廠，其事業逐漸擴展至臺灣、中国大陸地區，近年來也開始以越南為軸心，拓展東南亞市場。現在，該公司共有五個造紙廠、二十餘座紙器廠區及紙品包材廠；其於1993年起與台灣汽電公司及其他股東合資設立大園汽電共生公司，因此正隆的部分廠區內也設有汽電共生設備，其生產的電力除自用外，多餘的部分也售予該汽電共生公司。

## 組織
正隆公司之下設有總公司、造紙事業部、紙器事業部、紙品包材事業部等主要部門；在臺灣現有十二個廠區，並另有轉投資公司分布於臺灣及其外地區，並由總公司進行所有事業統籌規劃。其總公司設有管理處、資訊處、財務處、會計處、研發處、企劃暨海外事務處，並於董事會下設稽核處，該部門是其品質、產銷、行政、技術及全球運籌與子公司治理等業務之管理中心。

## 品牌
- 春風系列衛生紙

春風旗下衛生紙品牌有絲嵐、情人、雪柔、蒲公英
- 雪柔系列衛生紙

## 獎項及榮譽
- 中華民國企業環保獎（自1998年起共八次）
- 第一屆國家永續發展績優獎（2004年）[9]
- 《遠見雜誌》企業社會責任傳產業楷模獎（2021年）[10]

## 關係企業
- 山隆通運股份有限公司（臺證所：2616）
- 大園汽電共生股份有限公司（臺證所：8931）
- 山發營造股份有限公司
- 正太科技股份有限公司
- 山富貿易股份有限公司
- 科隆工業股份有限公司
- 悅隆股份有限公司

## 外部鏈結
- 官方网站
- 首頁 - 春風家庭用品 （页面存档备份，存于）
- - 正隆股份有限公司的商業數據：Google Finance
  - Yahoo! Finance
  -  Reuters